# Željko Filipović
Željko Filipović, slovenski nogometaš, * 3. oktober 1988, Ljubljana.
Filipović je v slovenski prvi ligi od leta 2005 igral za klube Domžale, Bonifika Izola, Olimpija in Koper in NK Maribor, med letoma 2016 in 2018 je igral za Mechelen.
Za slovensko reprezentanco je debitiral 14. avgusta 2013 na prijateljski tekmi proti finski reprezentanci v Turkuju.